# Llibre d'emblemes
El llibre d'emblemes és un gènere típic del Renaixement i el Barroc que elabora al·legories a partir de tres elements claus: l'inscriptio, o lema, la pictura (imatge) i la subscriptio (una glosa, típicament poètica). El primer llibre d'emblemes fou el Emblemata d'Andrea Alciato. Encara que molts autors catalans practicaren el gènere, com Francesc Fontanella i Pere Serafí, l'únic llibre d'emblemes imprès en català fou l'Atheneo de grandesa de Josep Romaguera (Barcelona, 1681).